# Ezri Konsa
Ezri Ngoyo Konsa (n. 23 octombrie 1997, Newham, Anglia) este un fotbalist englez care joacă pe postul de fundaș central la Aston Villa în Premier League.
Konsa a venit de la academia lui Charlton Athletic, iar mai târziu sa alăturat lui Brentford și Aston Villa. A jucat pentru Anglia la nivel de tineret, câștigând Cupa Mondială FIFA U-20 2017 cu naționala sub 20 de ani și Turneul de la Toulon 2018 cu sub 21 de ani.

## Biografie
Ezri Ngoyo Konsa  s-a născut pe 23 octombrie 1997  în Newham, Londra Mare, dintr-un tată congolez și o mamă angoleză. A urmat cursurile la Colegiului Sportiv Cumberland și este suporter din copilărie a lui Tottenham Hotspur.

## Cariera la cluburile de fotbal

### Charlton Athletic
Konsa și-a început cariera cu Senrab și sa alăturat lui Charlton Athletic la vârsta de 11 ani  A început o bursă în iulie 2014 și a progresat suficient pentru a obține un contract profesional „pe termen lung” la 11 decembrie 2015. Opt zile mai târziu, a primit prima convocare cu prima echipă pentru un meci de campionat împotriva lui Burnley dar a rămas pe banca de rezerve în timpul înfrângerii cu 4-0. Konsa a rămas din nou pe bancă în timpul sezonului 2015-16, care a culminat cu retrogradarea lui Charlton în League One.
Konsa și-a făcut un loc în echipă în timpul pre-sezonului 2016–17 și și-a făcut debutul pe 9 august 2016, începând ca titular într-o înfrângere 1–0 în primul tur al Cupei EFL în fața lui Cheltenham Town.  A fost folosit ca titular în mod obișnuit pe tot parcursul sezonului 2016-17 și a încheiat campania cu 39 de apariții. Și-a arătat, de asemenea, versatilitatea, jucând ca mijlocaș și ca fundaș lateral. Pentru eforturile sale, Konsa a fost desemnat Jucătorul Tânăr al Anului a lui Charlton. A semnat un nou contract pe trei ani în martie 2017 și a fost din nou titular obișnuit în sezonul 2017–18, făcând 47 de apariții când Charlton a ajuns în semifinalele play-off-ului League One.

### Brentford
La 12 iunie 2018, Konsa a semnat pentru clubul din Championship Brentford pe un contract de trei ani, cu opțiunea pentru un an suplimentar, pentru o sumă nedezvăluită, raportată a fi de aproximativ 2,5 milioane de lire sterline. A fost prima alegere în apărarea centrală pe tot parcursul sezonului 2018-19 și a marcat primul gol al carierei sale ca profesionist într-o victorie cu 3-0 asupra lui Preston North End în ultima etapă.

### Aston Villa
Pe 11 iulie 2019, Konsa a semnat pentru nou-promovatul club din Premier League Aston Villa, în schimbul unei sume nedezvăluite. Mutarea l-a reunit pe Konsa cu Dean Smith, care a fost transferat de la Brentford un an mai devreme, și cu Richard O'Kelly. A marcat la debutul său pentru Villa într-o remiză din Cupa EFL împotriva lui Crewe Alexandra pe 27 august 2019. Pe 21 ianuarie 2020, Konsa l-a asistat pe Tyrone Mings pentru a stabili golul victoriei cu 2-1 împotriva lui Watford. A marcat primul său gol în Premier League pe 16 iulie 2020, într-o remiză 1–1 în deplasare împotriva lui Everton.
La 2 aprilie 2021, Konsa a semnat o prelungire a contractului cu Aston Villa până în 2026. Pe 5 decembrie 2021, Konsa a marcat de două ori într-o victorie cu 2-1 în Premier League împotriva lui Leicester City, devenind primul fundaș care înscrie de două ori într-un meci din Premier League pentru Aston Villa din 2010.
Pe 15 mai 2022, Konsa a suferit o accidentare gravă la genunchi într-un meci acasă împotriva lui Crystal Palace. Scanările au confirmat că, deși Konsa va rata cele două meciuri rămase din sezonul 2021-2022, se aștepta să fie din nou în formă în august sau septembrie din 2022.
Konsa s-a întors de la accidentare în etapa inaugurală a sezonului 2022-23, pe 6 august 2022, și s-a impus din nou locul în prima echipă a lui Aston Villa. Pe 20 septembrie 2023, a semnat un nou contract pe termen lung.

## Cariera internațională

### Tineret
Konsa a fost membru al echipei Angliei care a câștigat Cupa Mondială FIFA U-20 din 2017, singura sa apariție la turneu a venit ca înlocuitor în minutul 93 în timpul victoriei cu 3-1 în semifinale asupra Italiei.
Konsa a fost inclus în echipa U21 a Angliei pentru turneul de la Toulon din 2018 și a avut două apariții. A rămas pe banca de rezerve în timpul victoriei cu 2-1 asupra Mexicului în finală. Konsa a marcat primul său gol internațional la a patra selecție, într-o victorie de calificare cu 7-0 în Campionatul European Under-21 UEFA 2019 împotriva Andorrei pe 11 octombrie 2018. A fost inclus în echipa pentru faza finală a turneului, dar a făcut o singură apariție, ca înlocuitor în ultimul meci din faza grupelor.

### Senior
Pe 13 noiembrie 2023, Konsa a primit prima convocare pentru echipa națională de seniori a Angliei înaintea meciurilor de calificare la UEFA Euro 2024 împotriva Maltei și Macedoniei de Nord.

## Palmares
Aston Villa
- Vice-campion al Cupei EFL: 2019–20 [33]

Anglia U20
- Cupa Mondială FIFA U-20: 2017 [34]

Anglia U21
- Turneul Toulon: 2018 [35]

Individual
- Jucătorul Tânăr al Anului de la Charlton Athletic: 2016–17 [15]